# Elon (zespół muzyczny)
Elon – węgierska grupa muzyczna.

## Historia
Elon został założony we wczesnych latach osiemdziesiątych, ale występował wówczas pod nazwą Elektron. Wokalistą i frontmanem był wtedy Gábor Nagy. Grupa zmieniła później nazwę na Elon, a w 1989 roku Proton wydał ich pierwszy album studyjny, New York (w Nowym Jorku były nagrywane teledyski do utworów z tego albumu). Wkrótce później grupa rozpadła się z powodów osobistych. W 1995 roku Elon w zmienionym składzie reaktywował się i nagrał trzy kolejne albumy studyjne.

## Dyskografia
- New York (1989)
- Néma óceán (1995)
- A végtelen felé (1997)
- Kontakt (1999)

## Skład zespołu

### Obecni członkowie
- Gábor Nagy – instrumenty klawiszowe
- Gábor Szabolcsi – gitara basowa
- Gergő Parádi – gitara
- Tamás Knapik – wokal

### Dawni członkowie
- Gábor Kökény – gitara
- Ferenc Szilágyi – perkusja
- Zoltán Tóth – gitara basowa